# Падеа (Долж)
Падеа (рум. Padea) насеље је у Румунији у округу Долж у општини Драник. Oпштина се налази на надморској висини од 59 m.

## Становништво
Према подацима из 2002. године у насељу је живело 1031 становника, од којих су сви румунске националности.